# USS Preston (DD-795)
USS Preston (DD-795) — эскадренный миноносец типа «Флетчер», в период Второй мировой войны состоявший на вооружении ВМС США. Был назван в честь Сэмуеля У. Престона (6 апреля, 1840-15 января, 1865).
Эсминец был заложен 13 июня 1943 года на верфи Bethlehem Steel, спущен на воду 12 декабря 1943 года и сдан в эксплуатацию 20 марта 1944 года, под командование коммандера Г. С. Патрика.

## История
1 июля 1944 года Престон отплыл от Пёрл-Харбора и отправился на Марианские острова. 17 июля эсминец прибыл в Гуам и до 8 августа прикрывал транспорты. Между 6 и 8 сентября Престон прикрывал авианосцы во время высадки на остров Палау. Эсминец принял активное участие в битва за Пелелиу и Ангуар.
6 октября Престон начал подготовку к вторжению на Филиппины. 24 октября японцы предприняли три попытки изгнать противника из залива Лейте. Группа американских кораблей попала под массированный авианалёт. Японские бомбардировщики и торпедоносцы шли волна за волной. Многие японские самолёты были сбиты, но им удалось утопить лёгкий авианосец USS Princeton (CVL-23).
В ноябре Престон действовал в области острова Лусон. В декабре эсминец плавал северо-западнее от Улити. Новый 1945 год Престон встретил обстрелами Формозы. В январе эсминец принял участие в битве за Лусон. В феврале Престон наводил самолёты бомбившие промышленные объекты Японии.
После капитуляции Японии Престон оставался возле Окинавы для выполнения спасательных работ.
6 сентября эсминец вернулся в США, Сан-Педро, штат Калифорния. В ноябре Престон перешёл на военно-морскую базу Сан-Диего, где был выведен из эксплуатации. 24 апреля 1946 эсминец был переведён в состав Флота запаса.

## Награды
Эсминец был награждён девятью звёздами за службу во Второй мировой войне и одной звездой за участие в Корейской войне.